# 岩出博
岩出 博（いわで ひろし、1948年4月11日 - ）は、日本の経営学者、日本大学教授。
東京都生まれ。1972年慶應義塾大学商学部卒。1972-1975年ブリヂストン勤務。1982年日本大学大学院経済学研究科博士後期課程満期退学。1985年英国ケンブリッジ大学客員研究員。1990年「アメリカ労務管理論史」で慶大商学博士。1979年日本大学経済学部助手、1982年専任講師、1985年助教授、教授。専門は労務管理。

## 著書
- 『アメリカ労務管理論史』三嶺書房 1989
- 『英国労務管理 その歴史と現代の課題』有斐閣 1991
- 『Lecture労務管理』泉文堂 1995
- 『いま働いている人、もうすぐ働く人のこれからの人事労務管理』泉文堂 1998
- 『小説で読む企業ガイド』文藝春秋 1999
- 『Lecture人事労務管理』森五郎監修 泉文堂 2000
- 『戦略的人的資源管理論の実相 アメリカSHRM論研究ノート』泉文堂 2002
- 『新・これからの人事労務 いま働いている人、もうすぐ働く人の』泉文堂 2006
- 『従業員満足指向人的資源管理論』泉文堂 2014

### 共著
- 『労務管理入門』奥林康司、石井修二共著 有斐閣新書 1978

## 論文
- <岩出博